# Albin Pajda
Albin Pajda ps. Zbigniew (ur. 19 marca 1920 w Chmielniku zm. 6 listopada 2018 w Rzeszowie) – polski żołnierz Związku Walki Zbrojnej, Armii Krajowej w stopniu podporucznika.

## Służba wojskowa
Działał na terenie Rzeszowszczyzny. Od lipca 1940 roku był żołnierzem na Placówce Tyczyn w Rzeszowskim Obwodzie Związku Walki Zbrojnej.
Od kwietnia 1941 roku był podoficerem w Oddziale „Wedeta”, uczestniczył w akcjach dywersyjno-propagandowych na terenie Rzeszowskiego Inspektoratu Związku Walki Zbrojnej – Armii Krajowej. Był współwydawcą konspiracyjnego pisma „Na Posterunku”.
W styczniu 1945 roku został żołnierzem poakowskiego podziemia niepodległościowego, od września 1945 roku działał dla zrzeszenia „Wolność i Niezawisłość”.
Został aresztowany przez funkcjonariuszy Urzędu Bezpieczeństwa w październiku 1947 roku.
W latach 1947–1952 więziony w Krakowie, Wronkach oraz obozie pracy w Rusku.

## Odznaczenia
- Krzyż Kawalerski Orderu Odrodzenia Polski,
- Krzyż Armii Krajowej,
- Krzyż Partyzancki,
- Medal „Pro Patria” (2018)[2]